# Amusement Vision
Amusement Vision, Ltd. (株式会社アミューズメントヴィジョン Kabushiki gaisha Amyūzumento Vijon?), fue un equipo de desarrollo de videojuegos, originalmente como departamento de Sega bajo la marca Sega AM Research & Development No. 11 (セガ第11AM研究開発部 Sega Daijūni Ē Emu Kenkyū Kaihatsu Bu?).

## Historia
En 2000, los nueve departamentos internos de I+D de Sega se separaron de la empresa principal y establecieron filiales semiautónomas, y cada una eligió a un presidente como jefe de estudio. Sin embargo, para una mayor estabilidad financiera, Sega comenzó a consolidar sus estudios en seis principales (Sega Wow, Sega AM2, Hitmaker, Amusement Vision, Smilebit, Sonic Team) en 2003, y los fusionó nuevamente en una estructura uniforme de I+D durante 2004. 
Amusement Vision (AV) fue dirigida por Toshihiro Nagoshi. Además de una alineación de arcade y el remake de Daytona USA de 2001, AV fue más conocido por su colaboración con Nintendo en el desarrollo de los videojuegos de Super Monkey Ball y F-Zero GX. Como parte de la consolidación de estudios de Sega, el personal de desarrollo de videojuegos no deportivos de Smilebit se fusionó con AV en 2003, lo que resultó en el lanzamiento del videojuego arcade Ollie King al principio. Para 2004, AV tenía 124 empleados y el enfoque principal estaría en "títulos épicos y de estilo cinematográfico", que es cuando comenzó el desarrollo de la serie Yakuza. AV se disolvió e integró en Sega el 1 de abril de 2005.

## Lista de juegos

### Arcade
- Planet Harriers (2000)
- SlashOut (2000)
- Monkey Ball (2001)
- Spikers Battle (2001)
- Virtua Striker 3 (2001)
- F-Zero AX (2003)
- Ollie King (2004)

### Dreamcast
- Daytona USA 2001 (2000)

### GameCube
- Super Monkey Ball (2001)
- Super Monkey Ball 2 (2002)
- Virtua Striker 3 (2002)
- F-Zero GX (2003)

### Game Boy Advance
- Shining Force: Resurrection of the Dark Dragon (2004)